# (15136) 2000 EE93
A (15136) 2000 EE93 egy kisbolygó a Naprendszerben. A LINEAR projekt keretében fedezték fel 2000. március 9-én.